# Teleoceras
Teleoceras é um gênero de rinocerontes que viveu no Plioceno Inferior há cerca de 5,3 milhões de anos. Possui pernas mais curtas que os rinocerontes modernos, um peito abaulado, fazendo sua conformação corporal mais parecida com os hipopótamos do que com os rinocerontes. Como o hipopótamo, também era semi-aquático. O gênero possui um único corno nasal.

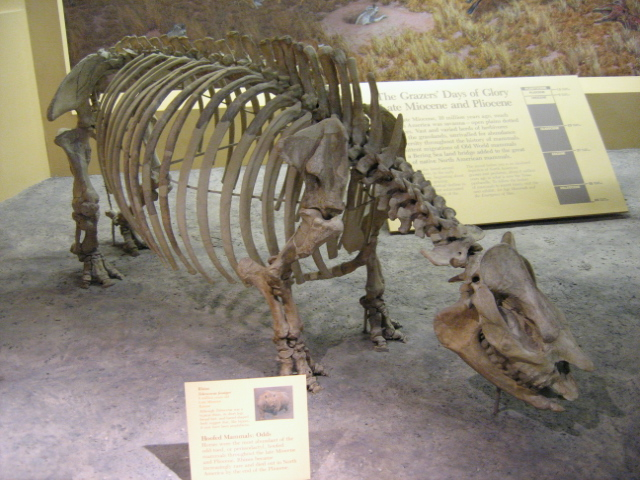
Teleoceras fossiger espécime no National Museum of Natural History, Washington, DC

Teleoceras é o fóssil mais comum nas formações fósseis de asfalto do Nebraska. Seus restos fósseis são tão numerosos e concentrados que são construídos galpões sobre seus fossos para preservar o sítio paleontológico. A maioria dos esqueletos preservados estão quase completos. Um espécime extraordinário inclui os restos de um filhote tentando mamar em sua mãe.